# Great Bernera

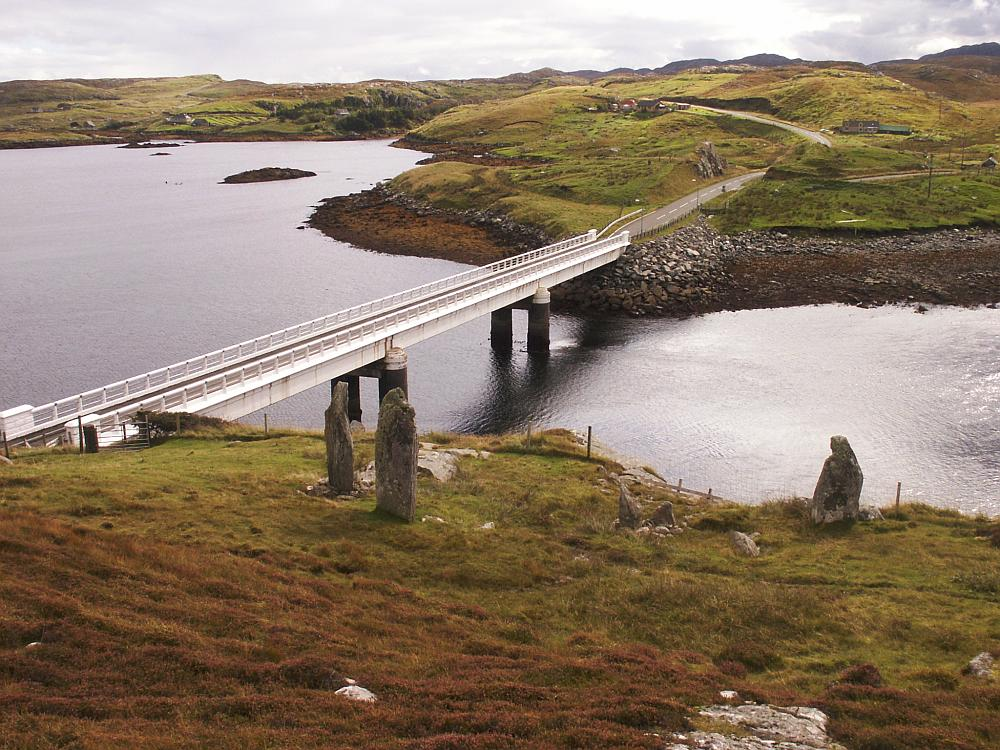
Most propojující Berneru s Lewisem a megalitický objekt CalanishVII

Great Bernera (gaelsky Beàrnaraigh Mòr), často pouze Bernera, je ostrov ve skotském souostroví Vnější Hebridy nedaleko severozápadního pobřeží ostrova Lewis, s nímž je spojen silničním mostem. S rozlohou 21 km² je mezi skotskými ostrovy na 34. místě. Sčítání lidu z roku 2011 uvádí 252 obyvatel. Největším sídlem na ostrově je vesnice Breaclete.

## Historie
Jméno ostrova pochází se staronorského bjarnar-øy, „Björnův ostrov“, vikingský vliv dokládají i místní jména na ostrově, první osídlení však pochází z doby předvikingské. Nedaleko vyústění mostu se nachází megalitický objekt Callanish VIII, půlkruhová formace menhirů, související s megalitickým monumentem Callanish Stones na protilehlé straně mořské úžiny. Nedaleko od CalLanish VIII jsou ruiny brochu Dun Barraglom.
V lokalitě Bostadh jsou zbytky sídliště z doby železné.

## Geografie a příroda
Ostrov je 8 kilometrů dlouhý a 3 km široký, nejvyšší bod Sealabhal Bhiorach je 87 metrů nad mořem.
V okolních vodách žijí bezobratlí (mlži, mořské hvězdice aj.), ryby a tuleni. Na ostrově s několika sladkovodními jezírky hnízdí ptáci.